# Coussapoa
Genre
Classification APG III (2009)
Classification phylogénétique
Coussapoa est un genre de plantes à fleurs de la famille des Cecropiaceae (selon la classification de Cronquist), ou des Urticaceae (selon la classification APG III). 
Ce sont des arbres et des hémiépiphytes.
Son nom provient de Coussapoui désignant une de ces espèces en langue Galibi.

## Espèces valides
Selon The Plant List :
- Coussapoa angustifolia Aubl.
- Coussapoa arachnoidea Akkermans & C.C.Berg
- Coussapoa argentea Akkermans & C.C.Berg
- Coussapoa asperifolia Trécul
- Coussapoa asperifolia subsp. magnifolia (Trécul) Akkermans & C.C.Berg
- Coussapoa asperifolia subsp. rhamnoides (Standl.) Akkermans & C.C.Berg
- Coussapoa batavorum Akkermans & C.C.Berg
- Coussapoa brevipes Pittier
- Coussapoa chocoensis Cuatrec.
- Coussapoa cinnamomea Cuatrec.
- Coussapoa cinnamomifolia Mildbr.
- Coussapoa contorta Cuatrec.
- Coussapoa crassivenosa Mildbr.
- Coussapoa cupularis Akkermans & C.C.Berg
- Coussapoa curranii S.F.Blake
- Coussapoa david-smithii C.C.Berg
- Coussapoa duquei Standl.
- Coussapoa echinata Akkermans & C.C.Berg
- Coussapoa ferruginea Trécul
- Coussapoa floccosa Akkermans & C.C.Berg
- Coussapoa fulvescens C.C.Berg
- Coussapoa glaberrima W.C.Burger
- Coussapoa herthae Mildbr.
- Coussapoa jatun-sachensis C.C.Berg
- Coussapoa latifolia Aubl.
- Coussapoa leprieurii Benoist
- Coussapoa longipedunculata Akkermans & C.C.Berg
- Coussapoa macerrima Standl. & L.O.Williams ex Akkermans & C.C.Berg
- Coussapoa manuensis C.C.Berg
- Coussapoa microcarpa (Schott) Rizzini
- Coussapoa microcephala Trécul
- Coussapoa napoensis Akkermans & C.C.Berg
- Coussapoa nitida Miq.
- Coussapoa nymphaeifolia Standl.
- Coussapoa oligocephala Donn.Sm.
- Coussapoa orthoneura Standl.
- Coussapoa ovalifolia Trécul
- Coussapoa pachyphylla Akkermans & C.C.Berg
- Coussapoa parviceps Standl.
- Coussapoa parvifolia Standl.
- Coussapoa purpusii Standl.
- Coussapoa scabra Akkermans & C.C.Berg
- Coussapoa sprucei Mildbr.
- Coussapoa tessmannii Mildbr.
- Coussapoa tolimensis C.C.Berg
- Coussapoa trinervia Spruce ex Mildbr.
- Coussapoa valaria C.C.Berg
- Coussapoa vannifolia Cuatrec.
- Coussapoa villosa Poepp. & Endl.
- Coussapoa viridifolia Cuatrec.

## Histoire naturelle
En 1775, le botaniste Aublet propose la diagnose suivante : 

« COUSSAPOA. (Tabula 362.) 
CAL. Cor. Stam. Pist. deſiderantur. 
PER. Bacca ſphaerica.
SEM. plurima, minima, pulpâ. involuta, in capitulum collecta, placentae communi affixa. »

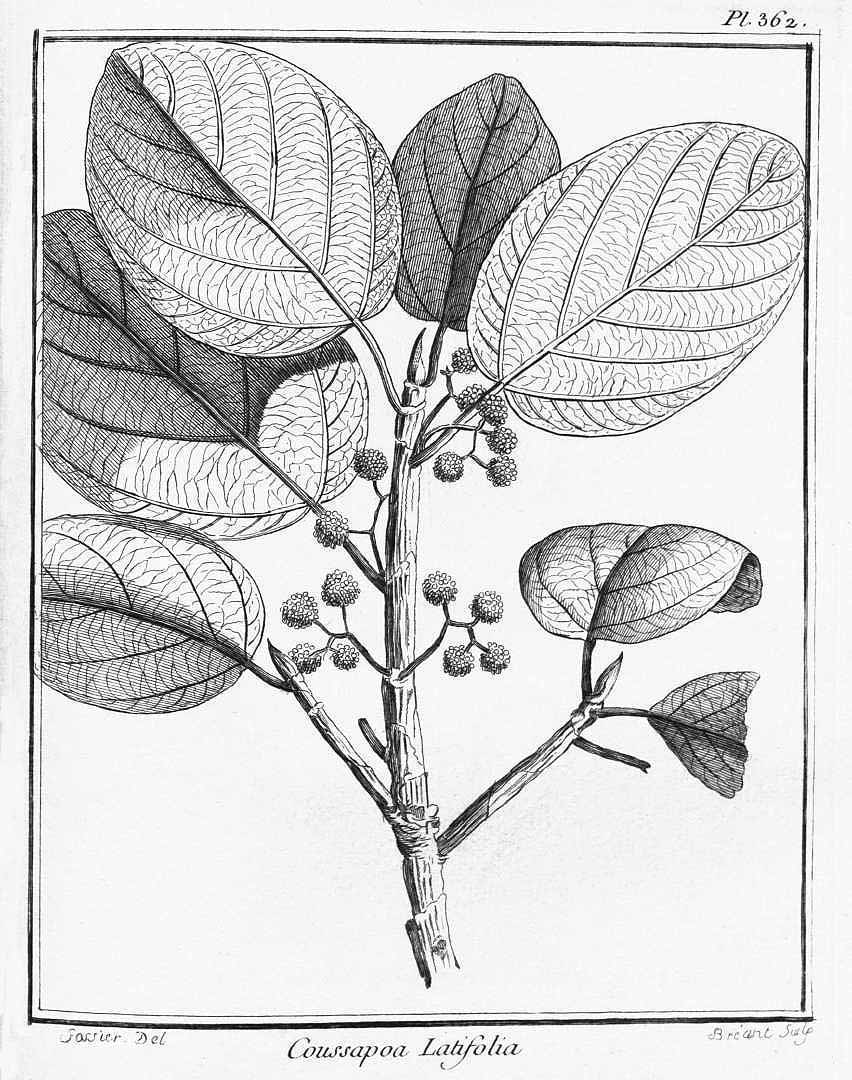
Coussapoa latifolia : Planche 362 accompagnant la description du genre Coussapoa par Aublet (1775)
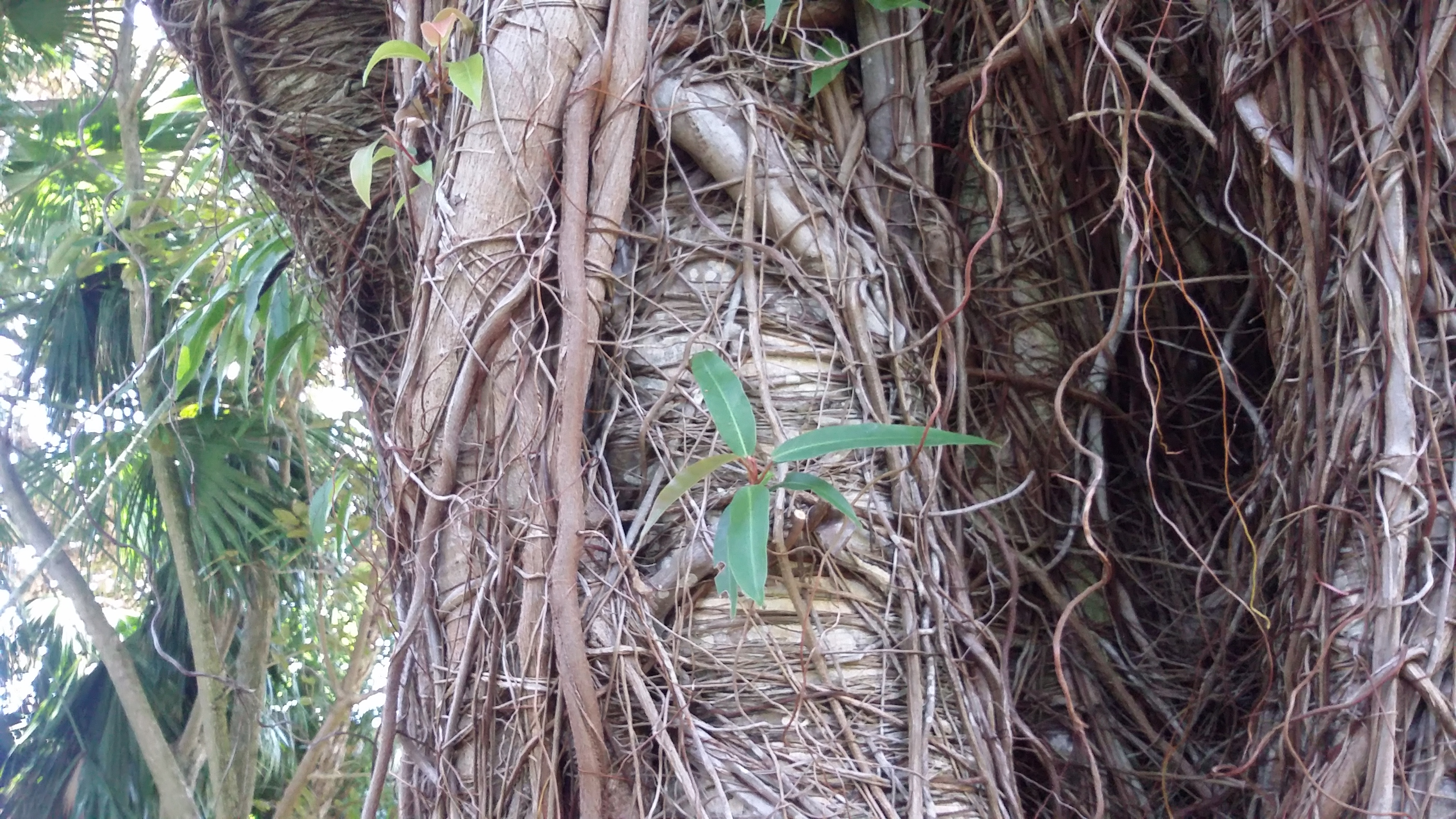
Détail des racines aériennes de Coussapoa microcarpa